# 高松市民の歌
「高松市民の歌」（たかまつしみんのうた）は、香川県高松市が太平洋戦争の最中に制定した市民歌である。作詞・小川木南（野田弘）、作曲・中山晋平。

## 解説
高松市では1912年（明治45年）に「高松市歌」（その一、その二）を制定していたが、1941年（昭和16年）12月の真珠湾攻撃による太平洋戦争の開戦後「大東亜戦争のたけなわの折、聖戦完遂の目的に向かって、さっそうと、挺身する十二万市民の、燃ゆる熱と力を表徴する」ことを制定意義として新たな市民歌の制定が企画され菊池寛、吉川英治、西條八十の3名を審査委員に迎えて歌詞の懸賞募集が行われた。入選作は丸亀市の国民学校教員であった野田弘が「小川木南」のペンネームで応募したものであったが、終戦を挟んだ11年後の1953年（昭和28年）には「香川県民歌」の懸賞募集に「小川楠一」名義で入選しており、県民歌と県庁所在地の市民歌を同一人物が作詞した数少ない事例となっている。作曲はビクター専属の中山晋平に依頼され、内町公会堂で発表演奏が行われた。
歌詞と楽譜は昭和18年版の市勢要覧に掲載されている。歌い出しから「東亜の秩序」を強調する大時代的な歌詞だが、戦後も明治の市歌2曲と同様に廃止はされておらず、現在も市民歌の地位に留め置かれている。高松市役所では「使用については把握していない」として、公式サイト上でも一切紹介されていない。